# Sutherlandia speciosa
Sutherlandia speciosa là một loài thực vật có hoa trong họ Đậu. Loài này được E.Phillips & R.A.Dyer miêu tả khoa học đầu tiên.